# Wrong World
Pour plus de détails, voir Fiche technique et Distribution.
Wrong World est un film australien réalisé par Ian Pringle (en) et sorti en 1985.

## Synopsis
David, un médecin désabusé, voyage à travers l'État de Victoria avec une toxicomane qui a aussi ses problèmes.

## Fiche technique

### Lieux de tournage
- Nhill et Melbourne (État de Victoria, en Australie).

## Distribution
- Richard Moir : David Trueman
- Jo Kennedy : Mary
- Nick Lathouris : Rangott
- Robbie McGregor : Robert
- Esben Storm : Lawrence
- Tim Robertson : le psychiatre
- Cliff Ellen : le vieil homme
- Elise McLeod : la fille à la station de service

## Récompenses
- 1985 : Jo Kennedy a reçu l'Ours d'argent de la meilleure actrice à la Berlinale